# Hipótese de Warburg

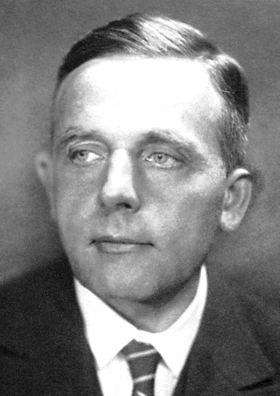
O cientista Otto Warburg, cujas atividades de pesquisa levaram à formulação da hipótese de Warburg para explicar a causa raiz do câncer.

A hipótese de Warburg (/ˈvɑrbʊərɡ/), às vezes conhecida como a teoria do câncer de Warburg, postula que o motor da tumorigênese é uma respiração celular insuficiente causada por uma disfunção mitocondrial. O termo efeito Warburg em oncologia descreve a observação de que as células cancerígenas e muitas células cultivadas in vitro apresentam fermentação de glicose mesmo quando há oxigênio suficiente para uma respiração adequada. Em outras palavras, em vez de respirarem totalmente na presença de oxigênio adequado, as células cancerígenas fermentam. A hipótese de Warburg era que o efeito Warburg era a causa principal do câncer. A opinião popular atual é que as células cancerígenas fermentam a glicose enquanto mantêm o mesmo nível de respiração que estava presente antes do processo de carcinogênese e, portanto, o efeito Warburg seria definido como a observação de que as células cancerígenas exibem glicólise com produção de lactato e respiração mitocondrial mesmo na presença de oxigênio.

## Hipótese
A hipótese foi postulada pelo ganhador do Prêmio Nobel Otto Heinrich Warburg em 1924. Ele levantou a hipótese de que o câncer, o crescimento maligno e o crescimento tumoral são causados pelo fato de que as células tumorais geram principalmente energia (como, por exemplo, trifosfato de adenosina/ATP) pela decomposição não oxidativa da glicose (um processo chamado glicólise). Isso contrasta com as células saudáveis, que geram energia principalmente a partir da decomposição oxidativa do piruvato. O piruvato é um produto final da glicólise e é oxidado na mitocôndria. Portanto, de acordo com Warburg, a carcinogênese decorre da redução da respiração mitocondrial. Warburg considerou que a diferença fundamental entre as células normais e cancerosas é a proporção entre glicólise e respiração, e essa observação também é conhecida como efeito Warburg.
Na teoria da mutação somática do câncer, a proliferação maligna é causada por mutações e pela expressão alterada de genes, em um processo chamado transformação maligna, resultando em um crescimento descontrolado das células. A diferença metabólica observada por Warburg adapta as células cancerígenas às condições de hipóxia (deficiência de oxigênio) dentro dos tumores sólidos e resulta, na maioria, das mesmas mutações em oncogenes e genes supressores de tumor que causam as outras características anormais das células cancerígenas. Portanto, a alteração metabólica observada por Warburg não é tanto a causa do câncer, como ele afirmava, mas sim um dos efeitos característicos das mutações causadoras de câncer.
Warburg articulou sua hipótese em um artigo intitulado The Prime Cause and Prevention of Cancer (A causa principal e a prevenção do câncer), que ele apresentou em uma palestra na reunião dos ganhadores do Prêmio Nobel em 30 de junho de 1966 em Lindau, Lago Constança, Alemanha. Nesse discurso, Warburg apresentou evidências adicionais que apoiavam sua teoria de que a elevada anaerobiose observada nas células cancerígenas era uma consequência da respiração prejudicada ou insuficiente. Em suas próprias palavras, "a principal causa do câncer é a substituição da respiração de oxigênio nas células normais do corpo por uma fermentação de açúcar".
O corpo geralmente mata as células danificadas por apoptose, um mecanismo de autodestruição que envolve as mitocôndrias, mas esse mecanismo falha nas células cancerígenas, onde as mitocôndrias são desligadas. A reativação das mitocôndrias nas células cancerígenas reinicia seu programa de apoptose.

## Pesquisa e interesse contínuos
Muitos pesquisadores dedicaram e estão dedicando seus esforços ao estudo do efeito Warburg, que está intimamente associado à hipótese de Warburg. Na oncologia, o efeito Warburg é a observação de que a maioria das células cancerígenas produz energia predominantemente por meio de uma alta taxa de glicólise seguida pela fermentação do ácido lático no citosol, em vez de uma taxa comparativamente baixa de glicólise seguida pela oxidação do piruvato na mitocôndria, como na maioria das células normais. Curiosamente, os pesquisadores descobriram que, sob obesidade, as células tumorais invertem o fluxo metabólico produzindo glicose por gliconeogênese usando ácido lático e outras fontes metabólicas como substratos. Esse processo é conhecido como inversão do efeito Warburg.
Em particular, quase 18.000 publicações foram feitas sobre a questão do ATP e do efeito Warburg no período de 2000 a 2015. A maioria das funções do efeito Warburg tem sido objeto de estudo. Milhares de publicações afirmam ter determinado suas funções ou causas. Thomas N. Seyfried e Peter L. Pedersen são os principais defensores da hipótese de Warburg sobre a causa do câncer e consideram que as evidências experimentais e outras favorecem essa hipótese em relação à teoria da mutação somática amplamente aceita.